# 潘梓峰
潘梓峰（1982年3月8日—），前藝名潘梓鋒，原名潘國基，曾為香港無綫電視基本藝人合約藝員及無綫電視娛樂新聞主播，前有線電視主播。他在2006年曾參與香港先生選舉。
現時亦為新城電台節目《Bilibala開大喇叭》主持之一。

## 簡介
潘精於功夫，他父親是白眉派高手，亦開設中醫跌打館。2021年8月，潘涉嫌與女友的前男友發生肢體碰撞而被捕，無綫電視隨即暫停潘的一切工作。無綫助理總經理樂易玲表示事件已進入司法程序。潘被指求學時期已經常常欺凌同學，蝦蝦霸霸（欺負人家、橫行霸道）。

## 節目
- 香港先生選舉
- 有線娛樂新聞台
- TVB娛樂新聞台
- 3日2夜
- 2017年至今 東張西望[12]
- Do姐有問題
- 單車遊學團
- 識玩旅行團（第二輯）

## 電視劇
- 一屋老友記
- 與諜同謀
- 全職沒女
- 同盟
- 誇世代
- 降魔的
- 三個女人一個「因」
- 逆緣
- 果欄中的江湖大嫂
- 棟仁的時光
- 再創世紀
- 跳躍生命線
- 兄弟
- 婚姻合伙人
- 白色強人
- 街坊財爺
- 解決師
- 丫鬟大聯盟
- 機場特警
- 殺手
- 反黑路人甲
- 伙記辦大事
- 逆天奇案
- 欺詐劇團
- 把關者們
- 星空下的仁醫
- 換命真相
- 十月初五的月光
- 鐵拳英雄
- 白色強人II
- 痞子殿下

## 電影
- 江湖悲劇
- 爆裂點

## 相關
1. ↑  https://www.facebook.com/story.php?story_fbid=790000196477348&id=100064021231147
2. ↑  .   [2017-11-05]. （原始内容存档于2020-09-23）.
3. ↑  .   [2017-11-05]. （原始内容存档于2020-09-23）.
4. ↑  .   [2017-11-05]. （原始内容存档于2020-03-28）.
5. ↑  .   [2017-11-05]. （原始内容存档于2020-09-23）.
6. ↑  .   [2017-11-05]. （原始内容存档于2020-09-23）.
7. ↑  .   [2020-07-04]. （原始内容存档于2020-09-23）.
8. ↑  .   [2020-07-04]. （原始内容存档于2020-11-24）.
9. ↑  .   [2020-07-04]. （原始内容存档于2020-09-23）.
10. ↑  .   [2020-07-04]. （原始内容存档于2020-09-23）.
11. ↑  . 明報. 2021-08-14. （原始内容存档于2021-08-15）.
12. ↑  . Apple快報. 2018-07-17  [2018-11-28] （中文（臺灣））.[永久]

## 備注
1. ↑  用於現時任職的新城電台等場所
2. ↑  過去任職無綫電視時使用；現時依然有傳媒以此稱呼他

## 外部連結
- 潘國基在香港影庫上的簡介
- 潘梓鋒 Pun Chi Fung - TVB藝人資料 - tvb.com （页面存档备份，存于）
- 香港先生 2006
- 潘梓峰的Instagram帳戶
- 潘梓峰的新浪微博
- 潘梓峰的Facebook專頁